# 쓰쓰이정
쓰쓰이정(筒井町)은 아오모리현 히가시쓰가루군에 있던 정이다. 1955년 1월 1일에 아오모리시에 편입되어 소멸하였다.

## 연혁
- 1889년 4월 1일 - 정촌제 시행에 의해 히가시쓰가루군 쓰쓰이촌, 하마다촌, 유키하타촌, 우라마치촌(일부)과 합병해, 쓰쓰이촌이 성립하였다.
- 1952년 8월 31일 - 정제 시행해 쓰쓰이정이 되었다.
- 1955년 1월 1일 - 아오모리시에 편입되어 소멸하였다.

## 참고문헌
- 『市町村名変遷辞典』東京堂出版、1990年。
- 『東奥年鑑』（東奥日報社発行）1952年版から1954年版。